# 哈姆斯多夫
哈姆斯多夫（德語：Harmsdorf）是德国石勒苏益格－荷尔斯泰因州的一个市镇。总面积3.57平方公里，总人口291人，其中男性142人，女性149人（2011年12月31日），人口密度82人/平方公里。